# Pavlo Tymoshchenko
Pavlo Yuriyovych Tymoshchenko (en ucraniano: Павло Юрійович Тимощенко; Kiev, URSS, 13 de octubre de 1986) es un deportista ucraniano que compite en pentatlón moderno.
Participó en cuatro Juegos Olímpicos de Verano, entre los años 2008 y 2020, obteniendo una medalla de plata en Río de Janeiro 2016.
Ganó cinco medallas en el Campeonato Mundial de Pentatlón Moderno entre los años 2010 y 2018, y tres medallas en el Campeonato Europeo de Pentatlón Moderno entre los años 2024.

## Medallero internacional
| Juegos Olímpicos   | Juegos Olímpicos          | Juegos Olímpicos  | Juegos Olímpicos |
| Año                | Lugar                     | Medalla           | Competición      |
| ------------------ | ------------------------- | ----------------- | ---------------- |
| 2016               | Río de Janeiro (Brasil)   | Medalla de plata  | Individual       |
| Campeonato Mundial |                           |                   |                  |
| Año                | Lugar                     | Medalla           | Competición      |
| 2010               | Chengdu (China)           | Medalla de plata  | Relevo mixto     |
| 2011               | Moscú (Rusia)             | Medalla de bronce | Relevo           |
| 2013               | Kaohsiung (Taiwán)        | Medalla de bronce | Relevo mixto     |
| 2015               | Berlín (Alemania)         | Medalla de oro    | Individual       |
| 2018               | Ciudad de México (México) | Medalla de bronce | Individual       |
| Campeonato Europeo |                           |                   |                  |
| Año                | Lugar                     | Medalla           | Competición      |
| 2013               | Drzonów (Polonia)         | Medalla de oro    | Relevo mixto     |
| 2014               | Székesfehérvár (Hungría)  | Medalla de bronce | Individual       |
| 2024               | Budapest (Hungría)        | Medalla de bronce | Relevo           |